# Paatsalo (Sysmä)
Paatsalo est une île du lac Päijänne à Sysmä en Finlande.
Elle fait partie du parc national du Päijänne,.

## Géographie
L'île mesure 2 kilomètres de long, 1 kilomètre de large et a une superficie de 1,3 kilomètre carré.
Elle est située dans la partie orientale du Virmailanselkä sur la côte de Rapalanniemi. 
Il y a deux hautes collines sur l'île.
La plus grande colline est située dans la partie nord de l'île, où elle culmine à une altitude d'environ 155 mètres, soit à environ 76 mètres au-dessus de la surface du lac Päijänne.
La colline plus petite se trouve dans la partie sud de l'île, son sommet culmine à 132,5 mètres. 
Sur les rives de l'île, il y a trois petites péninsules. 
De la rive ouest, de la petite baie Punapäänlahti on peut voir les îles Punapää et Punapääluoto.
Les deux autres péninsules dépassent de la rive sud-est de l'île. 
La péninsule orientale touche presque l'île Vähä Paatsalo. 
La profondeur de l'eau est au maximum d'environ 40 mètres du côté sud-ouest de l'île, mais ailleurs, la profondeur est d'une dizaine de mètres .
L'île est inhabitée.

## Réserve naturelle
L'île entière est une réserve naturelle, qui fait partie du parc national du Päijänne avec ses îles voisines. 
Les zones du parc national forment le site Natura 2000 Päijänteen alue (10 857 hectares, FI0335003).

## Histoire
L'île a été  habitée au moins au XIXe siècle, ainsi dans la carte de A.F. Hirn de 1856 à 1857, deux zones d'agriculture sur brûlis sont dessinées. 
Il y a une ancienne petite ferme sur la rive orientale de l'île,.